# Battaglia (film)
Battaglia è un film documentario del 2004 diretto da Daniela Zanzotto.
È la storia di Letizia Battaglia, fotografa siciliana attiva nella lotta alla mafia.
È stato selezionato a Cinemabiente (Torino, 2006) e al Festival Sguardi Altrove (2006), mentre ha ricevuto il premio del pubblico al Biografilm Festival (Bologna, 2005), dove è stato presentato in anteprima nazionale.

## Trama
Il documentario restituisce un'immagine nitida e immediata della fotografa che, per necessità e volontà di cronaca, ha immortalato le stragi, il dolore e gli effetti devastanti dell'azione delle mafie a Palermo. Letizia Battaglia, sembra dire il film, scatta pensando al suo ruolo e realizzando le foto come se fossero domande a cui non si può non rispondere. La fotoreporter decide di stare nel mezzo tra la morte, quella violenta dei morti ammazzati, e il mondo, quello letto sul giornale del giorno dopo, restando in attesa, pronta a partire ad ogni squillo del telefono, ad ogni sparo per strada.

## Riconoscimenti
- Premio del pubblico Biografilm Festival 2005